# Mont-Tremblant
Mont-Tremblant är en stad (kommun av typen ville) i provinsen Québec i Kanada, belägen cirka 130 kilometer nordväst om Montréal och 140 kilometer nordöst om Ottawa. Folkmängden uppgick 2021 till 10 992, varav 6 206 i tätorten (centre de population) Saint-Jovite. Den moderna kommunen, med stadsrättigheter, bildades den 22 november år 2000 genom sammanslagning av de tidigare kommunerna Mont-Tremblant, Lac-Tremblant-Nord, socknen Saint-Jovite och staden Saint-Jovite. Lac-Tremblant-Nord bröts ut till en egen kommun igen 2006. I staden ligger racerbanan Circuit Mont-Tremblant och vintersportorten Mont Tremblant Resort vid berget Mont Tremblant.

## Artikelursprung
Den här artikeln är helt eller delvis baserad på material från engelskspråkiga Wikipedia, 12 februari 2014.